# Ochthebius obscurometallescens
Ochthebius obscurometallescens är en skalbaggsart som beskrevs av Ienistea 1988. Ochthebius obscurometallescens ingår i släktet Ochthebius och familjen vattenbrynsbaggar. Inga underarter finns listade i Catalogue of Life.